# Discographie de Nine Muses
La discographie du girl group sud-coréen Nine Muses consiste d’un album studio, sept mini-albums, deux albums singles et de quatorze singles.

## Albums

### Album studio
| Titre                                                                              | Détails de l'album | Meilleure position | Ventes                                                         |
| Titre                                                                              | Détails de l'album | COR                | Ventes                                                         |
| ---------------------------------------------------------------------------------- | --- | ------------------ | -------------------------------------------------------------- |
| Prima Donna                                                                        | - Date de sortie : 14 octobre 2013 - Labels : Star Empire Entertainment, LOEN Entertainment - Formats : CD, téléchargement numérique | 7                  | - COR : plus de 7 204, - JPN : plus de 746 - TWN : plus de 245 |
| "—" signifie que l'album ne s'est pas classé ou n'est pas sorti dans cette région. | |                    |                                                                |

### Mini-albums (EPs)
| Titre                                                                                | Détails de l'album | Meilleures positions | Meilleures positions | Ventes                                                        |
| Titre                                                                                | Détails de l'album | COR                  | US World             | Ventes                                                        |
| ------------------------------------------------------------------------------------ | --- | -------------------- | -------------------- | ------------------------------------------------------------- |
| Sweet Rendezvous                                                                     | - Date de sortie : 8 mars 2012 - Label : Star Empire Entertainment - Formats : CD, téléchargement numérique                                          | 6                    | —                    | - COR : plus de 4 100                                         |
| Wild                                                                                 | - Date de sortie : 9 mai 2013 - Labels : Star Empire Entertainment, LOEN Entertainment - Formats : CD, téléchargement numérique                      | 4                    | —                    | - COR : plus de 5 633 - JPN : plus de 467 - TWN : plus de 158 |
| Drama                                                                                | - Date de sortie : 23 janvier 2015 - Labels : Star Empire Entertainment, KT Music - Formats : CD, téléchargement numérique                           | 4                    | —                    | - COR : plus de 7 978 - TWN : plus de 23                      |
| 9Muses S/S Edition                                                                   | - Date de sortie : 2 juillet 2015 - Labels : Star Empire Entertainment, KT Music - Formats : CD, téléchargement numérique                            | 5                    | 8                    | - COR : plus de 7 372 - JPN : plus de 334 - TWN : plus de 33  |
| Lost                                                                                 | - Date de sortie : 24 novembre 2015 - Labels : Star Empire Entertainment, KT Music - Formats : CD, téléchargement numérique                          | 10                   | —                    | - COR : plus de 7 420                                         |
| Muses Diary Part.2 : Identity                                                        | - Date de sortie : 19 juin 2017 - Labels : Star Empire Entertainment, Genie Music - Formats : CD, téléchargement numérique                           | 5                    | 15                   | - COR : plus de 14 098,                                       |
| Muses Diary Part.2 : Identity                                                        | - Réédition : 3 août 2017 (Muses Diary Part 3. Love City) - Labels : Star Empire Entertainment, Genie Music - Formats : CD, téléchargement numérique | 12                   | —                    | - COR : plus de 14 098,                                       |
| « — » signifie que l'album ne s'est pas classé ou n'est pas sorti dans cette région. | |                      |                      |                                                               |

### Album singles
| Titre                                                                              | Détails de l'album | Meilleure position | Ventes                |
| Titre                                                                              | Détails de l'album | COR                | Ventes                |
| ---------------------------------------------------------------------------------- | --- | ------------------ | --------------------- |
| Let's Have a Party                                                                 | - Date de sortie : 12 août 2010 - Label : Star Empire Entertainment - Formats : CD, téléchargement numérique                         | 18                 | - COR : plus de 1 052 |
| Dolls                                                                              | - Date de sortie : 24 janvier 2013 - Labels : Star Empire Entertainment, LOEN Entertainment - Formats : CD, téléchargement numérique | 9                  | - COR : plus de 3 533 |
| "—" signifie que l'album ne s'est pas classé ou n'est pas sorti dans cette région. | |                    |                       |

## Singles
| Titre                                                                                 | Année | Meilleures positions | Meilleures positions | Ventes                  | Album                          |
| Titre                                                                                 | Année | COR                  | COR Hot 100          | Ventes                  | Album                          |
| ------------------------------------------------------------------------------------- | ----- | -------------------- | -------------------- | ----------------------- | ------------------------------ |
| "No Playboy"                                                                          | 2010  | 56                   | —                    | NC                      | Let's Have a Party (single)    |
| "Ladies"                                                                              | 2010  | —                    | —                    | NC                      | Let's Have a Party (single)    |
| "Figaro"                                                                              | 2011  | 66                   | 82                   | - COR : plus de 226 648 | Sweet Rendezvous               |
| "News"                                                                                | 2012  | 36                   | 46                   | - COR : plus de 837 866 | Sweet Rendezvous               |
| "Ticket"                                                                              | 2012  | 33                   | 41                   | - COR : plus de 473 177 | Sweet Rendezvous               |
| "Dolls"                                                                               | 2013  | 17                   | 19                   | - COR : plus de 480 454 | Dolls (single)                 |
| "Wild"                                                                                | 2013  | 22                   | 18                   | - COR : plus de 373 829 | Wild                           |
| "Gun"                                                                                 | 2013  | 16                   | 36                   | - COR : plus de 207 723 | Prima Donna                    |
| "Glue"                                                                                | 2013  | 24                   | 26                   | - COR : plus de 150 897 | Non issu d’un album            |
| "Drama"                                                                               | 2015  | 13                   | —                    | - COR : plus de 301 993 | Drama                          |
| "Hurt Locker"                                                                         | 2015  | 32                   | —                    | - COR : plus de 176 198 | 9Muses S/S Edition             |
| "Sleepless Night"                                                                     | 2015  | 26                   | —                    | - COR : plus de 76 236  | Lost                           |
| "Remember"                                                                            | 2017  | —                    | —                    | - COR : plus de 17 464  | Muses Diary Part.2 : Identity  |
| "Love City"                                                                           | 2017  | —                    | —                    | NC                      | Muses Diary Part.3 : Love City |
| "—" signifie que le morceau ne s'est pas classé ou n'est pas sorti dans cette région. |       |                      |                      |                         |                                |

## Bande originale
| Année | Chanson   | Membre(s)             | Album                   |
| ----- | --------- | --------------------- | ----------------------- |
| 2010  | "Give Me" | Toutes & Seo In-Young | Prosecutor Princess OST |

## Vidéographie

### Clips vidéos
| Année | Titre             | Réalisateur(s)   | Réf.   |
| ----- | ----------------- | ---------------- | ------ |
| 2010  | "No Playboy"      | Gang Jong Myeong | [ 23 ] |
| 2011  | "Figaro"          | Park Ji Ho       | [ 24 ] |
| 2012  | "News"            | Saem & Se Rin    | [ 25 ] |
| 2012  | "Ticket"          | Zanybros         | [ 26 ] |
| 2013  | "Dolls"           | Tiger Cave       | [ 27 ] |
| 2013  | "Wild"            | Zanybros         | [ 28 ] |
| 2013  | "Gun"             | Zanybros         |        |
| 2013  | "Glue"            | Zanybros         |        |
| 2015  | "Drama"           | Zanybros         | [ 29 ] |
| 2015  | "Hurt Locker"     | Zanybros         |        |
| 2015  | "Sleepless Night" | Zanybros         | [ 30 ] |
| 2017  | "Remember"        | Zanybros         |        |
| 2017  | "Love City"       | Zanybros         |        |